# Massimo Trespidi
Massimo Trespidi (Castel San Giovanni, 12 luglio 1960) è un politico italiano, presidente della Provincia di Piacenza dal 2009 al 2014.

## Biografia
Nel 1984 si laureò in filosofia all'Università degli studi di Pavia con una tesi sull'impegno politico degli intellettuali nella filosofia personalista francese di Mounier.
Parallelamente all'impegno politico, Trespidi ha svolto il ruolo di docente di filosofia e storia nella scuola superiore, si è impegnato nel volontariato nell'AVSI (Associazione volontari per il servizio internazionale) e nello sport partecipando a diverse maratone, ricoprendo anche la carica di ambasciatore della Placentia Marathon for Unicef.
Dall'agosto 2023 è il preside del conservatorio Giuseppe Nicolini di Piacenza.

### Carriera politica
Nel 1975 entrò a far parte del movimento di Comunione e Liberazione, dove diventò stretto amico di Roberto Formigoni e di Maurizio Lupi.
Tra il 1985 e il 1990 fu assessore alla Cultura, alla Pubblica Istruzione, ai Servizi Sociali e vicesindaco nel comune di Castel San Giovanni per la Democrazia Cristiana. Venne rieletto consigliere nelle elezioni del 1990 diventando poi capogruppo in consiglio del partito, nel frattempo passato in minoranza. Restò nel consiglio comunale castellano fino al 2002.
Nel 1990 diventò anche vice segretario provinciale della Democrazia Cristiana; al suo scioglimento, nel 1994, aderì al Partito Popolare Italiano, mantenendo la stessa carica ricoperta nella DC. L'anno successivo abbandonò il partito per entrare nelle file dei Cristiani Democratici Uniti, dei quali diventò segretario provinciale. Nel 1998 passò a Forza Italia, partito per il quale diventerà coordinatore provinciale di Piacenza nel 2007, e dove rimarrà fino alla nascita del Popolo delle Libertà per il quale avrebbe quindi mantenuto la medesima carica ricoperta in Forza Italia.
Dal 1998 al 2002 fu assessore alla cultura e vicesindaco del comune di Piacenza.
L'8 giugno 2009 venne eletto presidente della provincia di Piacenza sconfiggendo al primo turno il presidente uscente Gian Luigi Boiardi: per la prima volta dall'introduzione del ballottaggio un presidente della provincia di Piacenza venne eletto al primo turno.
Con lo scioglimento del Popolo della Libertà e la ricostituzione di Forza Italia, Trespidi aderì a questo partito.
Terminò il suo mandato da presidente della provincia nell'ottobre 2014, ritornando a tempo pieno ad insegnare.
Nelle elezioni comunali del 2017 si candidò a sindaco di Piacenza, sostenuto da due liste civiche, ottenendo il 13,42 % dei consensi al primo turno, alle spalle di Patrizia Barbieri e Paolo Rizzi, e venendo comunque eletto consigliere comunale. A valle della consultazione elettorale, costituì l'asscociazione civica Liberi.
Nelle successive elezioni comunali del 2022 Trespidi, dopo cinque anni di opposizione alla giunta Barbieri, si accordò con la sindaca uscente per candidarsi come capolista all'interno della lista civica Patrizia Barbieri sindaco, risultando nelle consultazioni il più votato della propria lista e venendo rieletto consigliere comunale, nonostante l'elezione a prima cittadina di Katia Tarasconi, candidata della coalizione di centro-sinistra.